# Anatolie Donoi
Anatolie Donoi (în rusă Анатолий Доной; n. 1 noiembrie 1962 – d. 15 noiembrie 1982, Afganistan) a fost un militar sovietic moldovean, participant la Războiul din Afganistan. A fost ucis în luptă în anul 1982, fiind decorat postum prin decretul prezidiului Sovietului Suprem al URSS cu Ordinul Steaua Roșie.

## Biografie
S-a născut în satul Copanca din raionul Slobozia, RSS Moldovenească, URSS (actualmente în raionul Căușeni, Republica Moldova). După ce a absolvit școala, a intrat la școala tehnică din Bender.
La 5 mai 1981, a fost înrolat în Armata Sovietică de către Comisariatul Militar din Bender. După instruire, în octombrie același an, a fost trimis în Republica Democratică Afganistan pentru continuarea serviciului militar.
A participat la ostilități împotriva formațiunilor armate mujahedine, ajungând la un total de optsprezece operațiuni militare, două ambuscade nocturne, precum și la numeroase escorte de convoiuri de vehicule prin teritoriile provinciilor afgane Kunduz, Baglan și Takhar.
La 15 noiembrie 1982, în timpul bătăliilor din apropierea orașului Taloqan, vehicul blindat, în care se afla Donoi împreună cu tovarășii săi, a intrat sub focul puternic al inamicului și a rămas blocat din cauza daunelor. Echipajul nu a părăsit vehiculul, continuând să tragă înapoi asupra inamicului. Donoi trăgea din arma de bord, suprimând un mortar afgan, însă el însuși a fost rănit mortal de fragmentele de grenadă care a fost aruncată în turela mașinii blindate.
A fost înmormântat în cimitirul satului natal. O stradă din Copanca poartă numele militarului..